# Townsville-i repülőtér
A Townsville-i repülőtér (IATA: TSV, ICAO: YBTL) Ausztrália egyik nemzetközi repülőtere, amely Townsville közelében található. Éves utasforgalma 1 524 187 fő (2022).

## Futópályák
A repülőtér futópályái: 

## Forgalom
Az utasforgalom az elmúlt években az alábbi módon változott:
| Utasok száma | 990 729 | 599 457 | 518 421 | 614 325 | 736 789 | 1 246 320 | 1 590 064 | 1 497 841 | 1 610 298 | 1 524 187 |
|              | 1985    | 1989    | 1993    | 1997    | 2001    | 2006      | 2010      | 2014      | 2018      | 2022      |

## Légitársaságok és úticélok
2025-ben a Townsville-i repülőtérről az alábbi járatok indulnak (Utoljára frissítve: 2025-02-23):

### Személy
| Légitársaság         | Célállomások                                                                                       |
| -------------------- | -------------------------------------------------------------------------------------------------- |
| Airnorth             | Darwin                                                                                             |
| Alliance Airlines    | Cloncurry Bányász charter: Trepell, Century, Phosphate Hill                                        |
| Jetstar              | Brisbane, Melbourne, Sydney                                                                        |
| Qantas               | Brisbane                                                                                           |
| QantasLink           | Adelaide, Brisbane, Cairns, Cloncurry, Mackay, Melbourne, Moranbah, Mount Isa, Rockhampton, Sydney |
| Rex Airlines         | Cairns, Hughenden, Julia Creek, Longreach, Mount Isa, Richmond, Winton                             |
| Skytrans             | Bányász charter: Lab Lab Mission Mine, Labona Mine                                                 |
| Virgin Australia     | Brisbane                                                                                           |
| National Jet Express | Bányász charter: Moranbah                                                                          |

### Cargo
| Légitársaság             | Célállomások                        |
| ------------------------ | ----------------------------------- |
| Qantas Freight           | Brisbane, Cairns                    |
| HeavyLift Cargo Airlines | Honvédelmi Charter: Darwin, Honiara |
| Toll Priority            | Sydney                              |